# Чжан Фэй
Чжан Фэй (кит. упр. 张飞; ? — 221) — побратим Гуань Юя и Лю Бэя, военачальник эпохи Троецарствия, один из героев романа Су Ши (Су Дунпо) и серии игр Dynasty Warriors, где представлен, как преданный и грозный силач, повергающий в ужас целые армии врагов, который, однако, имеет серьезные проблемы с алкоголем. Второй из Пяти Полководцев Тигров.

## Биография

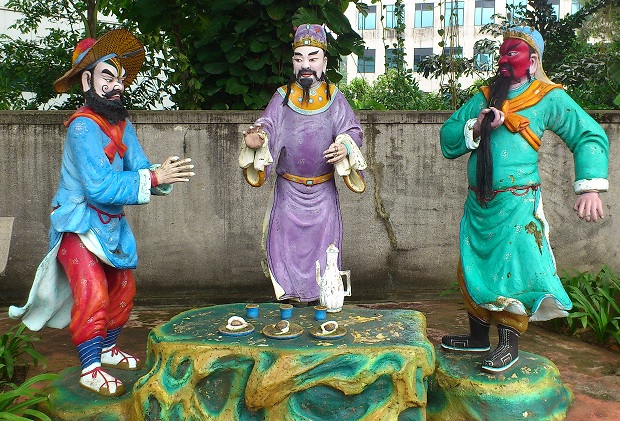
Клятва в Персиковом Саду： Чжан Фэй, Лю Бэй и Гуань Юй

Чжан Фэй родился в провинции Янчжоу предположительно в семье мясника. За это говорит то, что его профессией до знаменитой клятвы Персикового сада было ремесло мясника. В том самом персиковом саду Чжан Фэй повздорил с Гуань Юем и завязалась драка. Их разнял Лю Бэй, который загорелся мечтой подавить народные волнения того времени. Они втроём дали клятву братства, после чего Лю Бэй попросил у одного из командующих имперским войском, генерала Цзу Жуна организовать отряды добровольцев, на что получил незамедлительное разрешение. Во время подавления восстания в провинции Хэбэй Лю Бэй и его побратимы во главе отряда добровольцев вытащили из окружения имперского генерала Дун Чжо, что высоко оценили командующие карательной армии.
В 191 году Чжан Фэй, Лю Бэй и Гуань Юй сражались в составе коалиционных войск против узурпатора Дун Чжо, которого они когда-то спасли. Командующий коалиционными войсками Юань Шао оценил храбрость трёх братьев, ведь он лично наблюдал их схватку с могучим Люй Бу.
В 198 году Чжан Фэй и Лю Бэй были обмануты Люй Бу, который овладел замком Сяпи. Во время осады замка Чжан Фэй в который раз показал чудеса храбрости, сражавшись на стене замка с тридцатью воинами Люй Бу и одолев их. Также он принимал непосредственное участие в пленении самого Люй Бу.

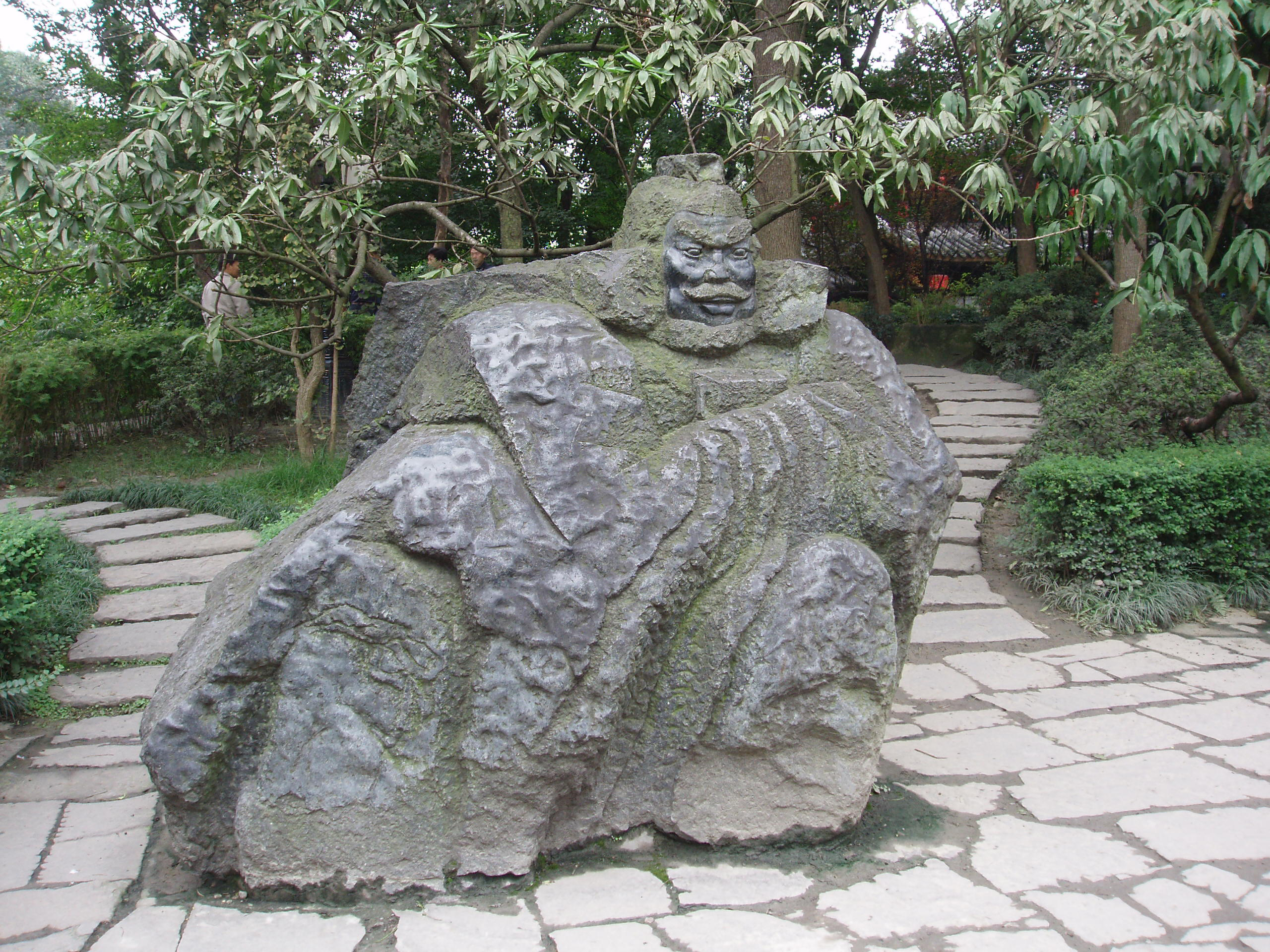
Памятник Чжан Фэй, в храме Чжугэ Лян, Чэнду, провинции Сычуань

В 199 году Лю Бэй, взяв всадников у Цао Цао, вместе с Чжан Фэем отправился в поход на Юань Шу, который окончился победой Лю Бэя, однако среди конницы Цао Цао были убийцы, которых он послал за головой Лю Бэя. Чжан Фэй вовремя оказался рядом со своим побратимом и голыми руками одолел убийц.
Однако самый известный подвиг приписывают Чжан Фэю во время бегства Лю Бэя из провинции Цзинчжоу. Оставив позади маленький городок Чаньбан, войско Лю Бэя продолжило отступление, однако Чжан Фэй наотрез отказался бежать от врага и в одиночку отправился на мост Чаньбан, выехал на него на своём коне и прокричал двухтысячной коннице Цао Цао: «Кто хочет умереть первым, пусть подойдёт и сразится с Чжан Фэем!». Воины настолько испугались яростного крика Чжан Фэя, что не тронулись с места, а как только Чжан Фэй начал к ним приближаться, и вовсе бросились наутёк. Довольный Чжан Фэй сломал мост и догнал армию Лю Бэя.
Как умер Чжан Фэй точно неизвестно. По одной из версий, узнав о смерти своего побратима Гуань Юя после осады замка Фаньчэн в 219 году, Чжан Фэй впал в ярость, избивал своих подчинённых и стал спиваться. Воинам это настолько надоело, что они задушили Чжан Фэя во сне подушкой после его очередной попойки. Память Чжан Фэя посвящён мемориальный комплекс в городе Ланчжун.